# Herchenhainer Höhe
Die Herchenhainer Höhe ist mit 733,1 m ü. NHN Höhe der vierthöchste Berg im Vogelsberg, Hessen, Deutschland. Der Taufstein als höchste Erhebung im Vogelsberg ist im Nordwesten vier Kilometer entfernt.
Die Herchenhainer Höhe liegt im Gemeindegebiet von Grebenhain, rund vier Kilometer westlich der Kerngemeinde und rund 800 Meter nordnordöstlich der Ortsmitte des Ortsteils Herchenhain. Sie stellt den südlichsten Berg des Oberwalds im Hohen Vogelsberg dar. Die Rhein-Weser-Wasserscheide führt über ihren Gipfel. Die Südwesthänge gehören zum Quellgebiet der in die Wetterau strebenden Nidder, während die Nord- und Osthänge zum Einzugsgebiet der Fulda-Zuflüsse Schlitz bzw. Lüder zählen. Die Gipfelhöhe und die Nordosthänge sind dicht bewaldet, während die Südwesthänge landwirtschaftlich genutzt werden.
1885 wurde ein etwa 10 m hohes Aussichtsgerüst installiert, das um 1900 einstürzte. 1906 lagen bereits fertige Pläne für einen höheren und steinernen Ernst-Ludwig-Turm vor. Eine Gaststätte mit Bierausschank einer Brauerei, die ihrerseits einen Teil der Investitionskosten stemmen sollte, war vorgesehen. Da der Finanzier absprang, unterblieb seinerzeit die Investition.
1926 wurde vom Vogelsberger Höhenclub eine Jugendherberge unter dem Namen Vater-Bender-Heim errichtet. Anfang der 1930er Jahre fand auf der Herchenhainer Höhe sogar regelmäßiger Segelflugbetrieb statt. Ein Bombentreffer zerstörte 1941 die Jugendherberge. Ende der 1950er Jahre errichtete der damals bestehende Landkreis Lauterbach das Bergrasthaus, ein damals mit 3-Sterne klassifiziertes Hotel. Dafür wurde die bis heute bestehende zweispurige Zufahrtstraße angelegt.
Als Rundwanderweg besteht heute der naturorientierte Bergmähwiesenpfad. In Gipfelnähe gibt es außerdem eine Jausenstation.
Seit dem Jahr 2023 bestanden Pläne der Gemeinde Grebenhain, auf der Höhe einen Multifunktionsaussichtsturm zu errichten. Hierfür war eine Kooperation mit dem regionalen Energieversorger OVAG vorgesehen, um gleichzeitig als Anschlusspunkt an das bundesweite 450 MHz-Funknetz zu dienen. Im Jahr 2024 wurden die Pläne aufgegeben, da sich ein Multifunktionsturm nicht finanzieren ließ. Nun wird ein reiner Sendemast auf der Herchenhainer Höhe errichtet.
Vom Berggipfel reicht die Aussicht bei sehr guten Sichtverhältnissen vom Dreistelzberg im Südosten über den Spessart im Süden bis zum Odenwald und im Südwesten sogar bis zum 136 Kilometer (!) entfernten Donnersberg. Im Westen schweift der Blick über die Wetterau hinweg bis zum Großen Feldberg und zum Pferdskopf im Taunus. Im Nordwesten ist der Dünsberg zu sehen.
Auf dem Gipfel hat der Vogelsberger Höhen-Club (VHC) 1926 ein Denkmal mit der Inschrift „SEINEN TOTEN DER V. H. C.“ auf einer Bronzetafel errichtet. Am Südosthang der Herchenhainer Höhe befindet sich ein kleines Skigebiet mit Skilift.

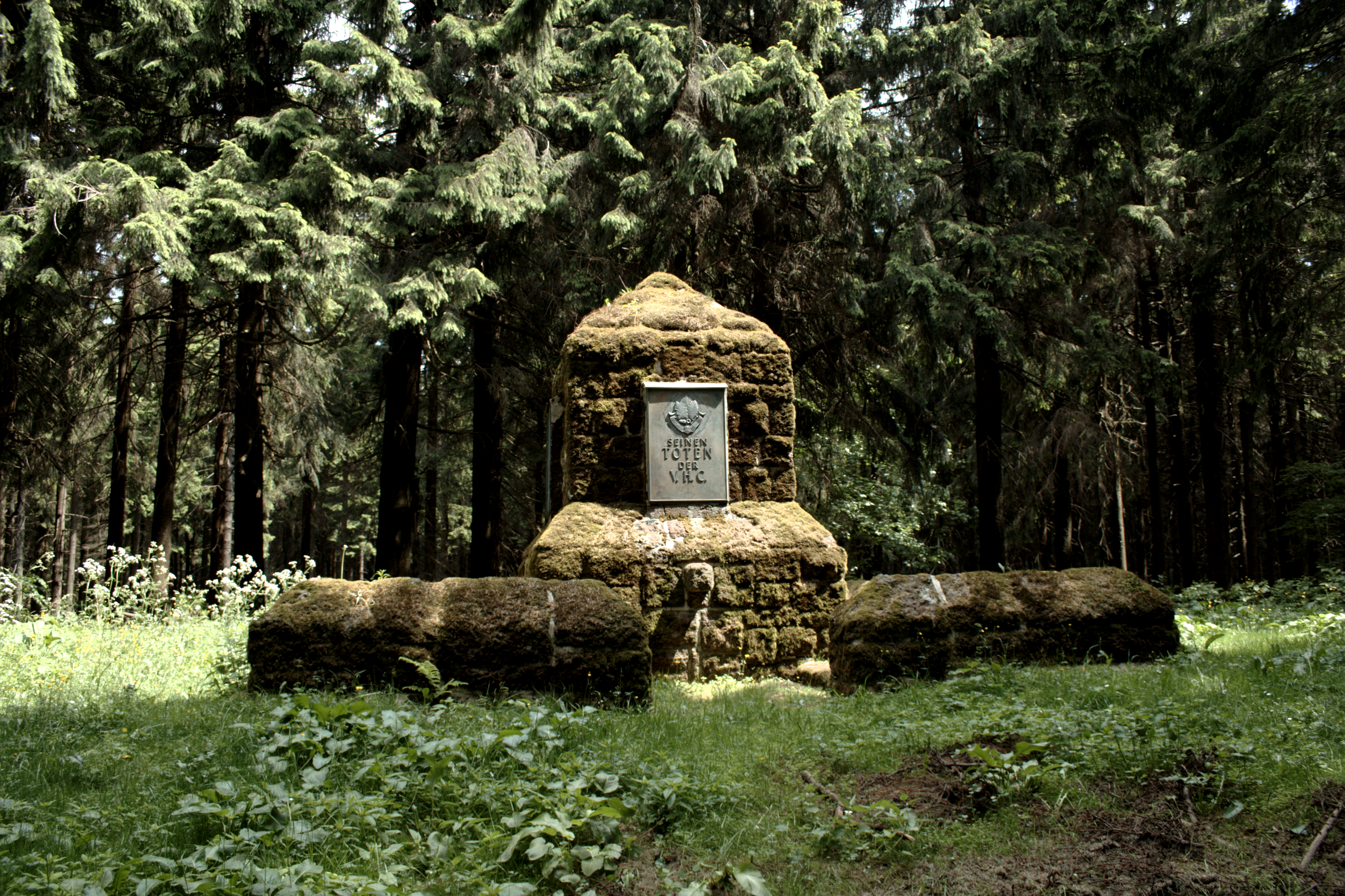
Gedenkstätte des VHC